# Rico Zeegers
Rico Theodorus Johannes Zeegers (Sittard, 19 januari 2000) is een Nederlands voetballer die als verdediger voor FC Wezel Sport speelt.

## Carrière
Rico Zeegers speelde in de jeugd van Slekker Boys, Fortuna Sittard en PSV, waar hij in 2019 een contract tot medio 2021 tekende. In het seizoen 2018/19 zat hij enkele wedstrijden in de selectie van Jong PSV, maar debuteerde pas het seizoen erna. Zijn debuut vond plaats op 16 augustus 2019, in de met 3-2 verloren uitwedstrijd tegen Almere City FC. Op 12 januari 2021 werd hij voor een halfjaar verhuurd aan MVV Maastricht. Later tekende Zeegers een contract voor twee seizoenen bij MVV.

## Clubstatistieken
| Seizoen                 | Club           | Land           | Competitie     | Competitie | Competitie | Beker | Beker | Totaal | Totaal |
| Seizoen                 | Club           | Land           | Competitie     | Wed.       | Dlp.       | Wed.  | Dlp.  | Wed.   | Dlp.   |
| ----------------------- | -------------- | -------------- | -------------- | ---------- | ---------- | ----- | ----- | ------ | ------ |
| 2018/19                 | Jong PSV       | Nederland      | Eerste divisie | 0          | 0          | –     | –     | 0      | 0      |
| 2019/20                 | Jong PSV       | Nederland      | Eerste divisie | 14         | 0          | –     | –     | 14     | 0      |
| Carrièretotaal          | Carrièretotaal | Carrièretotaal | Carrièretotaal | 14         | 0          | 0     | 0     | 14     | 0      |
| Bijgewerkt op 24-7-2020 |                |                |                |            |            |       |       |        |        |